# Hans Söllner

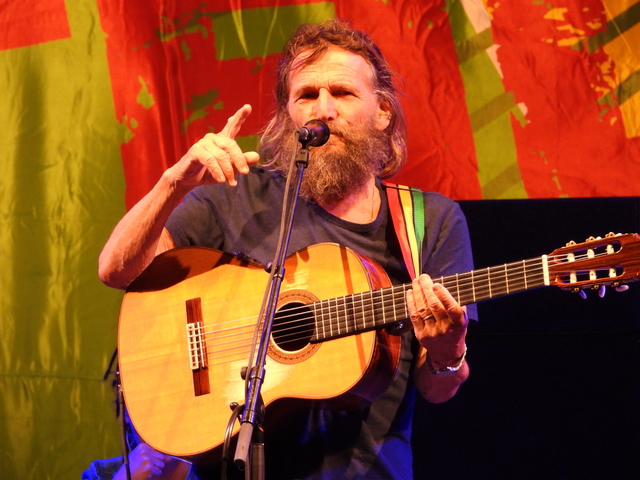
Hans Söllner 2019 in Wien

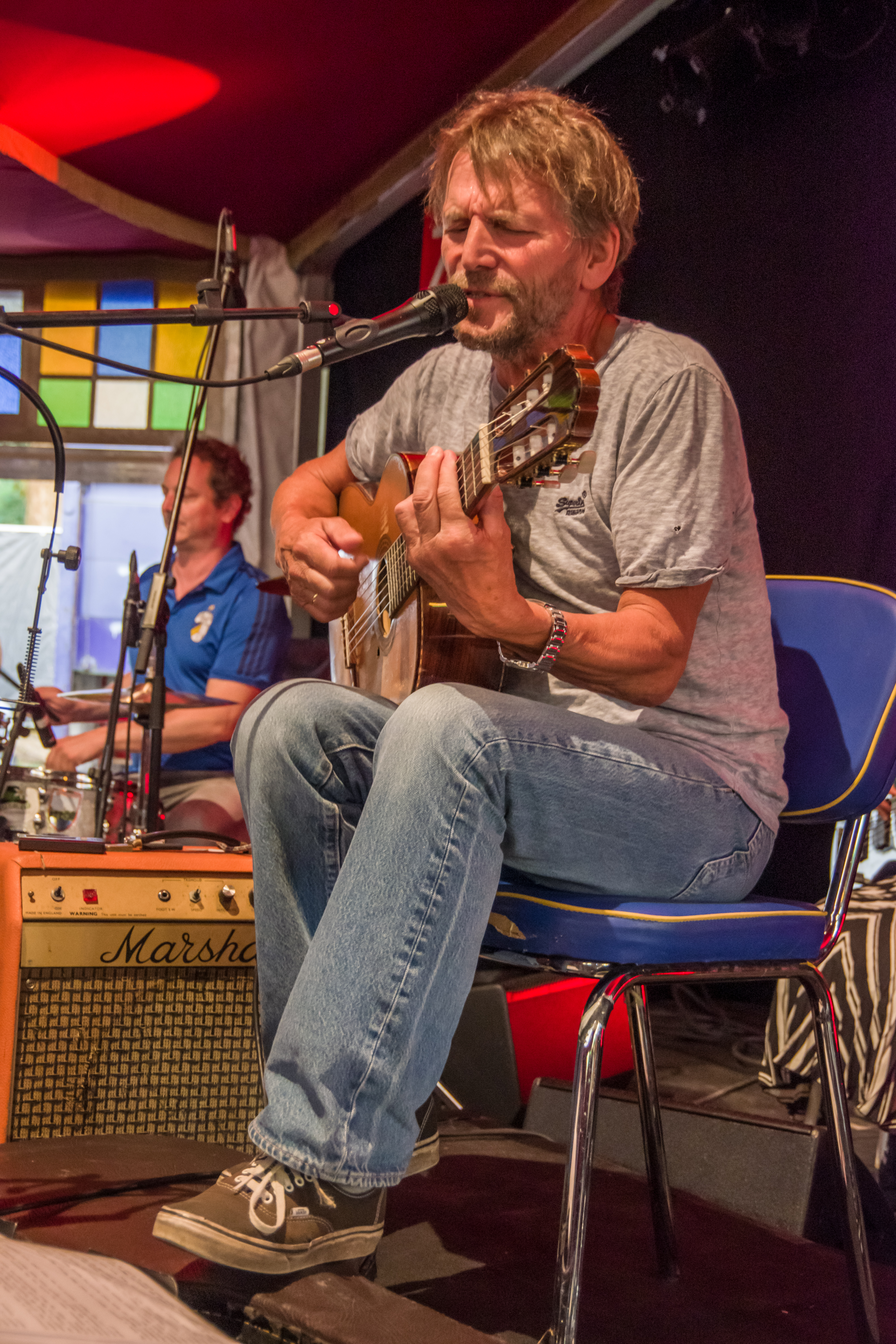
Hans Söllner auf dem ZMF 2018 in Freiburg

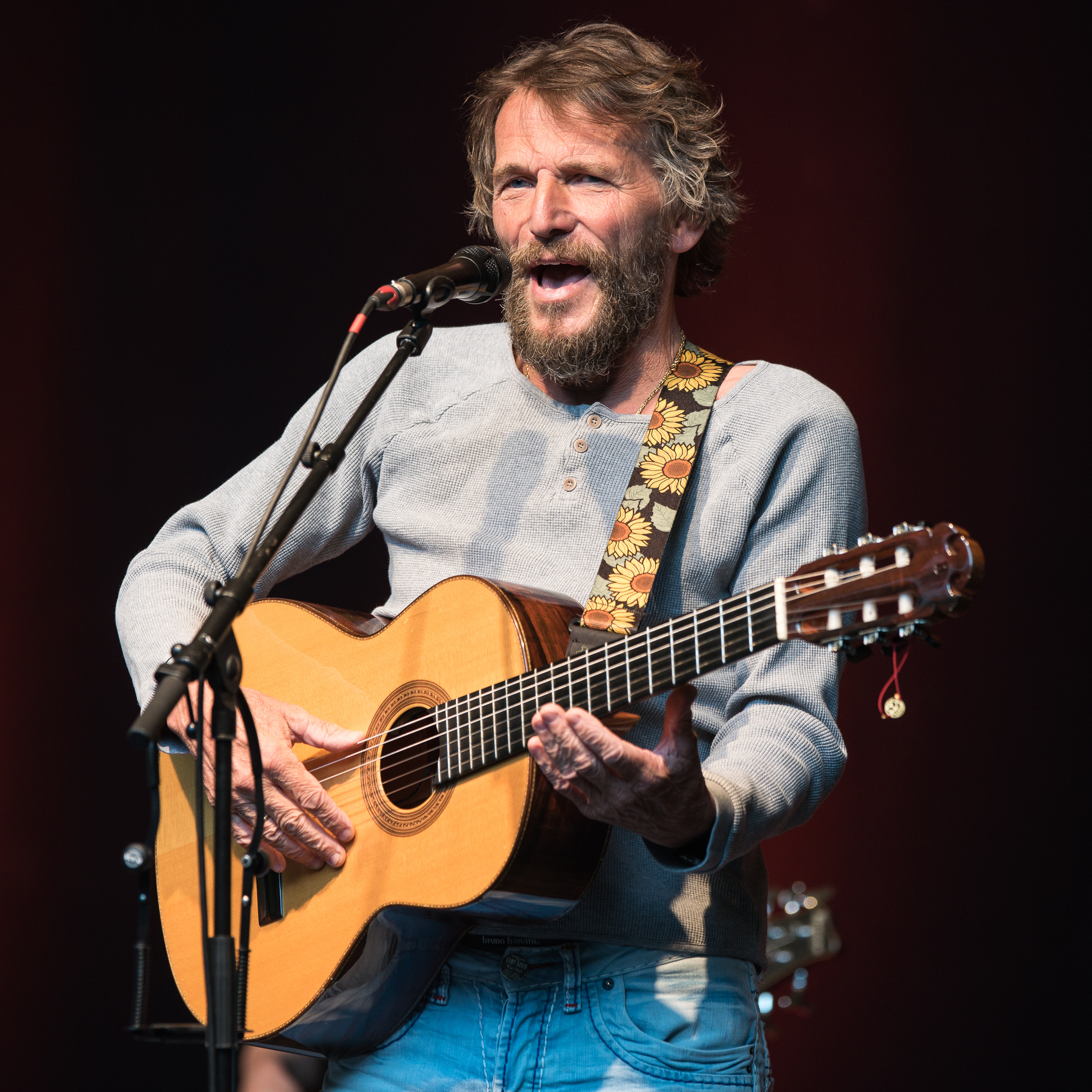
Hans Söllner (2017)

Hans Söllner (* 24. Dezember 1955 als Johann Michael Söllner in Bad Reichenhall) ist ein deutscher Liedermacher. Musikalisch bekannt ist er durch seine bissigen Lieder, die er solo mit Gitarre und Mundharmonika vorträgt. Mit seinen Bands spielt er auch „bayerischen Reggae“.
Söllner schreibt vor dem Hintergrund seiner libertären Gesinnung gesellschafts- und systemkritische, insbesondere auch CSU-kritische Texte in bairischem Dialekt und tritt für die Legalisierung von Marihuana ein. Gegen ihn liefen zahlreiche polizeiliche und gerichtliche Verfahren u. a. wegen des Besitzes von Betäubungsmitteln, Beleidigung und Verwenden von Kennzeichen verfassungswidriger Organisationen.
Als Rastafari klagte er vor dem Bundesverwaltungsgericht erfolglos für Cannabisgebrauch aus religiösen Gründen. Es wies die Klage mit der Begründung ab, dass kein öffentliches Interesse bestehe.
Söllner ist geschieden und hat fünf Kinder. Im März 2020 kandidierte er für das Amt des Oberbürgermeisters von Bad Reichenhall. Er erhielt 8,4 % der Stimmen.

## Leben

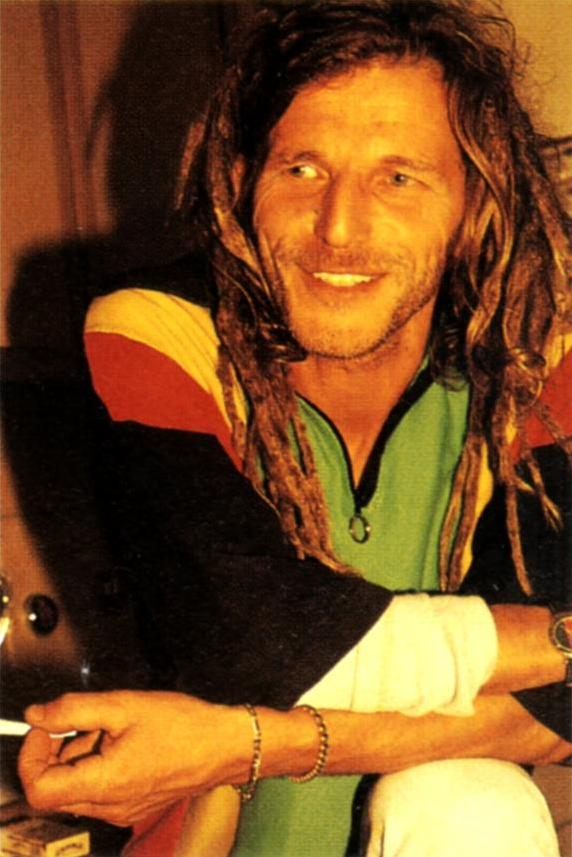
Hans Söllner (1995)

Hans Söllner wurde an Heiligabend 1955 als Sohn von Johann und Therese Söllner in Bad Reichenhall geboren. Mit drei Jahren kam er in den katholischen Kindergarten in Bad Reichenhall, St. Zeno. Von 1961 bis 1970 besuchte Söllner die Hauptschule in Bad Reichenhall. Von seinem zehnten bis 14. Lebensjahr war er Mitglied im Trachtenverein Marzoll und musste diesen schließlich wegen zu langer Haare verlassen. Mit 15 Jahren begann er eine Lehre als Koch und schloss diese nach drei Jahren erfolgreich ab. Nach einem Jahr Arbeitslosigkeit musste er in Füssen seinen Wehrdienst antreten. Nach drei Monaten Grundausbildung konnte er als anerkannter Kriegsdienstverweigerer seinen Zivildienst in Weilheim antreten, den er nach 16 Monaten beendete.
Zwischen dem 15. und 18. Lebensjahr brachte sich Söllner selbst das Gitarre-Spielen bei. Anschließend zog er nach München und war dort weitere zwei Jahre arbeitslos. In dieser Zeit schrieb er sein erstes Lied Endlich eine Arbeit. Danach absolvierte er eine Lehre zum Kfz-Mechaniker, welche er erfolgreich abschloss. Während der Berufsschulzeit dieser Lehre komponierte er alle Titel für seine Debüt-LP. Nachdem er Jahre damit verbracht hatte, auf einer geschenkten Gitarre „vier Griffe zu erlernen“, begann er nach eigenen Angaben zu seinem „mittelmäßigen Gitarrenspiel genauso mittelmäßig“ zu singen.

## Musikalische Laufbahn

### 1979 bis 1989
Seinen ersten Auftritt bestritt Söllner 1979 auf der damaligen Münchner Kleinkunstbühne Robinson. Drei Jahre später belegte er bei einem Sängerwettstreit in Traunstein den ersten Platz. Dadurch konnte er bei dem Independent-Label PPM (Powerplay Music Records) 1983 sein erstes Album Endlich eine Arbeit veröffentlichen. Bei PPM veröffentlichte Söllner auch die Alben Für Marianne und Ludwig (1986) und Wos reimt se scho auf Nicki (1987).
1988 wechselte Söllner von PPM zum Münchner Independent-Label Trikont. Sein erstes Album bei Trikont war Hey Staat!, bis heute eines seiner erfolgreichsten Alben. Etwa zur gleichen Zeit gründete Söllner mit dem Münchner Gitarristen Peter Schneider eine Reggae-Band mit bairischen Texten. Im Sommer 1989 nahmen sie das Studioalbum Bayerman Vibration auf. Das Album erschien im Februar 1990 auf Schneiders Label United Sounds und wurde ein Erfolg. Bald engagierten die Veranstalter des Reggae Sunsplash Festivals Söllner und die Band Bayerman Vibration für Auftritte.
Seine oftmals staats- und gesellschaftskritischen Texte machten Söllner schon früh polizeibekannt. Besonders stark verschlechterte sich sein Verhältnis zum Rechtsstaat jedoch nach seinem ersten Jamaika-Urlaub im Jahr 1986. Nach seinem Aufenthalt in der Heimat des Reggae verschrieb er sich dem Kampf um die Legalisierung von Marihuana.

### 1990 bis 1999
Nach dem Erfolg von Bayerman Vibration tourte Söllner zwischen 1990 und 1995 mit seiner Band regelmäßig durch Deutschland und Österreich. 1991 erschien das Album Live!; heute nicht mehr aufgelegt wurde es zu einer Rarität. 1992 veröffentlichte Söllner das Album ...der Charlie, das neben Hey Staat! wohl sein erfolgreichstes Album ist.
Im August 1993 trat Söllner aus der römisch-katholischen Kirche aus. Er entschied sich, zur Glaubensrichtung der Rastafari zu wechseln. Seitdem lebte er als Vegetarier und Pazifist. 1995 veröffentlichte Söllner das Album Grea Göib Roud, ein Studioalbum, das einem verstorbenen Freund gewidmet ist. 1997 erschien mit A jeda ein weiteres erfolgreiches Studioalbum. 1998 veröffentlichte Trikont Söllners erste drei Alben Endlich eine Arbeit, Für Marianne und Ludwig und Wos reimt se scho auf Nicki neu in überarbeiteten Neuauflagen, da diese nach dem Erlöschen seines alten Labels PPM nicht mehr erhältlich waren.

### Ab 2000

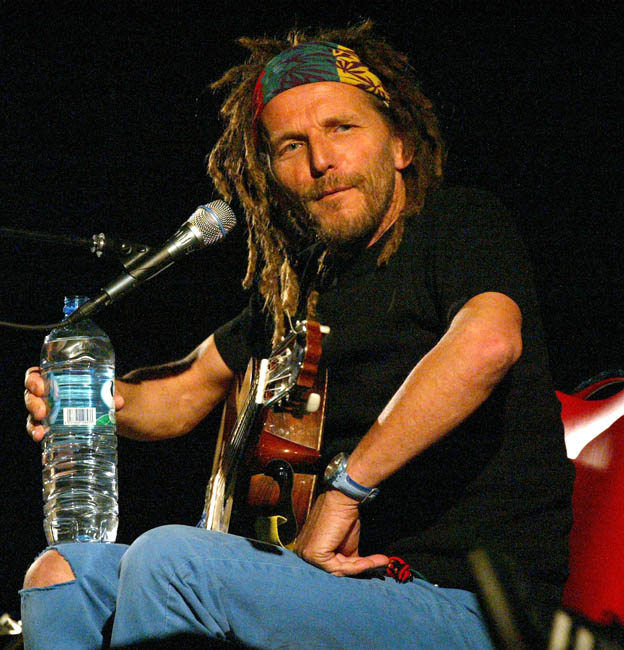
Hans Söllner (2005)

Im Jahr 2000 erschien das Album 241255, betitelt nach Söllners Geburtsdatum, das Live-Mitschnitte aus den letzten Jahren enthielt. 2001 veröffentlichte Söllner dann das Livealbum Babylon, das erste mit seiner neuen Begleitband Bayaman' Sissdem. Nach mehreren Mitgliederwechseln besteht die Band seit 2009 aus Manfred Puchner (Gitarre), Clemens Pichler (Bass), Peter Pichler (Akkordeon), Stephan Hofer (Schlagzeug), Stefan Zepf (Keyboard und Orgel), sowie Stefan Brodte (Percussion).
Im Jahr 2005 veröffentlichte Söllner sein erstes, selbstgeschriebenes Buch Bloß a Gschicht. Es ist eine auf seinen Ansichten beruhende Fiktion auf Bairisch und Hochdeutsch. Die „Übersetzung“ ins Hochdeutsche erfolgte durch Franz Dobler. Aus demselben Jahr stammt das mit Bayaman' Sissdem aufgenommene Studioalbum Oiwei I. 2005 erschien das Album Im Regen, das bei seinem Benefizkonzert am 30. Juli 2005 in Bad Reichenhall aufgenommen wurde. 2007 veröffentlichte Söllner das Studioalbum Viet Nam, ebenfalls mit Bayaman' Sissdem eingespielt.
Da sich die Stadt Bad Reichenhall über einen Bürgerentscheid (das Gelände der eingestürzten Eislaufhalle Bad Reichenhall betreffend) hinweg gesetzt hatte und um der Opfer des Einsturzes jener Sportstätte zu gedenken, veranstaltete Söllner vom 16. Januar bis zum 10. Februar 2009 eine Sitzblockade auf dem Gelände der Eishalle. Bereits kurz nach dem Unglück hatte Söllner zugunsten der Angehörigen der Opfer im Frühjahr 2006 ein Benefizkonzert in Bad Reichenhall gegeben.
Beim TFF.Rudolstadt, einem der bedeutendsten und größten Folkfestivals Europas, wurde 2009 an Hans Söllner der deutsche Weltmusikpreis Ruth vergeben. Die Jury würdigte damit „einen dichtenden und singenden Anarchen der deutschen Musikszene, der zutiefst im bayerischen Sprach- und Lebensraum beheimatet ist“.
Am 18. November 2011 veröffentlichte Söllner das Album Mei Zuastand, das viele Songs aus seiner gesamten Karriere beinhaltet, die er zusammen mit Bayaman' Sissdem neu einspielte. Im März 2012 erschien sein vierter Film Söllner Wirtshaustour, der ihn bei seinen Konzerten in den Wirtshäusern Bayerns im Herbst 2011 begleitet. Am 26. Oktober 2012 erschien das Album SoSoSo, das bis dahin unveröffentlichte Titel mit und ohne Band enthält. Am 22. November 2013 erschien das Album Zuastand 2 mit alten Songs, die Söllner, wie schon bei dem 2011 erschienenen Album Mei Zuastand, mit seiner Band neu einspielte.
Am 12. Oktober 2018 erschien sein zwanzigstes Album Genug.

## Stilformen und Rezeption
Musikalisch bedient sich Söllner zumeist traditioneller Stilformen. Es gelingt ihm jedoch, diese mit scharfsinnigen Texten mal zur Plauderstunde, mal zur bitteren Anklage werden zu lassen. Das Dasein des kleinen Mannes, auch in Bezug auf seine eigene Person, ist Söllners bevorzugtes Thema. In diesem Zusammenhang problematisiert er häufig Themen wie Arbeitslosigkeit und den Missbrauch von und die Ohnmacht gegenüber Amtsgewalt, aber auch Aspekte des Familienlebens, so dass seine Konzerte teilweise kundgebungsähnlichen Charakter annehmen. Vor allem seine früheren Alben entstanden oft aus Zusammenstellungen von Livemitschnitten.
Söllner spielte unter anderem auf dem Chiemsee Reggae Summer in Übersee (2001, 2003, 2007, 2009). TV-Mitschnitte kamen im Bayerischen Rundfunk im mitternächtlichen Musikfenster für regionale Künstler zur Ausstrahlung. Der Bayerische Rundfunk bewarb die Veranstaltung unter anderem mit den Worten „Hans Söllner, das bayrische Urgestein des deutschen Reggae“, womit dieser sich auf das Bühnen-Naturell und Image des Künstlers bezog. Söllner selbst ergänzt diese Charakterisierungen zeitweilig durch ein Outfit im Jamaika-Stil. Seine Grundeinstellung lässt sich aber keinesfalls ausschließlich auf das oftmals unterstellte Bekenntnis des Rastafari beschränken. Unter der Überschrift „ZU LANGSAM“ (Hans Söllner zur Sache Mehmet) vom 7. März 2005 findet man auf der Homepage von Hans Söllner unter anderem folgende Zeilen:

„Ich liebe dieses Land und meine Heimat, ich liebe diese Welt und die darauf lebenden und seienden Menschen und Lebewesen in all ihren Farben und Sprachen und Gerüchen. Ich erkenne die Vielfalt an und alle Gewalttätigkeiten, Schmerzen und Ängste sind ein Geschwür unserer nicht mehr im Einklang mit der Natur lebenden Gesellschaft.“

## Spannungsverhältnis zum Staat und Kontroversen im Zuge der COVID-19-Pandemie

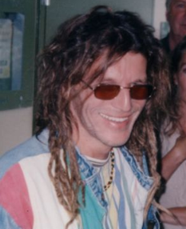
Söllner bei einer Gerichtsverhandlung (1997)

Hans Söllner versteht sich als Rebell und kritischer Zeitgenosse, der sich gegen jede Form des Machtmissbrauchs gegen Menschen und Tiere öffentlich ausspricht.
Bereits Anfang der 1980er Jahre kam er mit der Polizei in Konflikt, als er sich mit weiteren Personen solidarisierte und ein Wohnhaus in München besetzte. Später wurde er verurteilt, weil er bei Auftritten auf der Bühne öffentlich Politiker nicht nur kritisierte, sondern auch beleidigte.
2000 klagte Hans Söllner auf sein Recht, als Rastafari Marihuana zur grundgesetzlich geschützten Religionsausübung rauchen zu dürfen. Das Bundesverwaltungsgericht wies diese Klage allerdings ab. Wegen polizeilichen Maßnahmen gegen ihn versucht er sich zur Wehr zu setzen, wie auch gegen empfundene Behördenwillkür.
Für Aufsehen sorgte im Jahr 2006 eine polizeiliche Hausdurchsuchung bei Söllner und seinem Musikverleger, dem Trikont Musik-Verlag, bei der ein von Söllner vertriebenes T-Shirt beschlagnahmt wurde. Dieses zeigte Präsident Bush und Premierminister Blair neben einem Porträt von Adolf Hitler, daruntergelegt war der Refrain eines beliebten Liedes von Söllner „Hitler, Bush, Blair – International“ (Der volle Wortlaut des Refrains lautete: „A Drecksau bleibt a Drecksau, egal wohers kimmt, ob Staatsanwalt oder Präsident, Namen san egal, Hitler, Bush, Blair – International“.) Dem Vorwurf der Staatsanwaltschaft, Hans Söllner habe ein „Kennzeichen einer verfassungsfeindlichen Organisation“ in Form des Hitlerbildes verbreitet, gab auch das Amtsgericht Traunstein am 24. Mai 2006 statt. Der Beschwerde von Söllner gab das Landgericht Traunstein am 27. Juni 2006 Recht und stellte die Rechtswidrigkeit der Durchsuchungen bei der Firma Trikont sowie bei Söllner fest.
2017 bekannte er sich als Impfgegner und sagte aus, er habe auch seine Kinder nicht impfen lassen. Er wiederholte die Aussage Anfang März 2020 im Interview mit der Passauer Neue Presse.
Im Kontext der COVID-19-Pandemie wurde Söllner mit Aufrufen und Posts auf Facebook aktiv. Mehrfach kritisierte er vehement die Maßnahmen zur Eindämmung der Pandemie. Für ein Posting erhielt er im April 2020 einen Bußgeldbescheid über 50 Euro. Er hatte seine Follower dazu aufgerufen, alte und kranke Angehörige sowie Kinder und Schwestern in den Krankenhäusern zu besuchen, obwohl dies zu dem Zeitpunkt in Bayern verboten war. Anschließend wurden seine Beiträge immer verschwörungsideologischer und die Berichterstattung darüber nahm zu, so dass sich auch sein Plattenlabel, der Trikont Musikverlag, davon distanzierte. „Seine Vergleiche mit dem Dritten Reich entbehren jeder Grundlage und verharmlosen den Terror des Nazi-Regimes in einer unerträglichen Weise“, teilte die Leiterin von Trikont, Eva Mair-Holmes, mit. Im Oktober 2021 gab Söllner bekannt, keine Konzerte spielen zu wollen, bei denen Maskenpflicht herrsche oder ein Impfnachweis zu erbringen sei. Die Maßnahmen der Bundesregierung bezeichnete er als „Hetzjagd auf Ungeimpfte“.

## Diskografie

### Alben
- 1983 – Endlich eine Arbeit
- 1986 – Für Marianne und Ludwig
- 1987 – Wos reimt se scho auf Nicki
- 1989 – Hey Staat!
- 1990 – Bayerman Vibration
- 1991 – Hans Söllner live mit Bayerman Vibration
- 1992 – …der Charlie
- 1992 – Ungehörtes und Unerhörtes
- 1993 – Fang ma do o wo ma neilich aufg´heat ham
- 1993 – Endlich eine Arbeit (Neuauflage)
- 1995 – Grea Göib Roud
- 1997 – A jeda
- 2000 – 241255
- 2001 – Babylon
- 2004 – Oiwei I
- 2005 – Im Regen
- 2007 – Viet Nam
- 2011 – Mei Zuastand
- 2012 – SoSoSo
- 2013 – Zuastand 2
- 2018 – Genug

### Singles
- 1984 – Mei Voda hod an Marihuanabaum
- 1986 – Söllner Spezial
- 1988 – …sogar der Wind liagt – Sonderpressung für den Rundfunk
- 1990 – Ich wünsch mir (Weihnachten steht vor der Tür)

### VHS
- 1995 – Wer bloß lacht, is ned frei!
- 2003 – Der bayerische Rebell

### DVDs
- 2004 – Wer bloß lacht, is ned frei!
- 2004 – Der bayerische Rebell
- 2005 – Live im Regen – mit Bayaman'Sissdem (Doppel-DVD)
- 2012 – Söllner Wirtshaustour

### Hörbuch
- 2009 – Bloß a Gschicht, Eichborn-Verlag, (Hörbuch)